# THQ Nordic
THQ Nordic (prej Nordic Games) je avstrijsko podjetje s sedežem na Dunaju, ki se ukvarja z založništvom videoiger.
Podjetje je bilo ustanovljeno leta 2011 kot del švedskega holdinga Nordic Games Holding group (kasneje preimenovanega v Embracer Group), konkretno kot podružnica isto leto ustanovljenega Nordic Games Licensing. Matično podjetje je leta 2011 odkupilo intelektualno lastnino avstrijskega založnika JoWooD v stečaju. Po tistem je Nordic Games zaposlil več nekdanjih JoWooDovih delavcev, pripojena pa mu je bil tudi nekdanja založniška podružnica Nordic Games Publishing.
Dve leti kasneje je sledil prevzem intelektualne lastnine bankrotiranega ameriškega založnika THQ za 4,9 milijona USD, kar je vključevalo pravice do približno 150 iger iz THQ-jevega portfelja. Kasneje je matično podjetje odkupilo še blagovno znamko THQ v celoti in Nordic Games je bil leta 2016 preimenovan v THQ Nordic, da bi unovčili THQ-jevo prepoznavnost.
Podjetje je znano zlasti po številnih prevzemih pravic intelektualne lastnine od drugih založnikov ali razvijalcev, katerih izdaje nato trži pod lastno blagovno znamko in razvija franšize dalje. Poleg tega pod njegovim okriljem deluje več razvijalskih studiev in dve mednarodni podružnici: THQ Nordic Inc. v ZDA (ustanovljen 2012) in THQ Nordic Japan KK na Japonskem (ustanovljen 2019).